# Belola
Belola (Belota) ist eine osttimoresische Aldeia im Suco Balibo Vila (Verwaltungsamt Balibo, Gemeinde Bobonaro). 2015 lebten in der Aldeia 80 Menschen.

## Geographie
Belola liegt im Norden des Sucos Balibo Vila. Südwestlich befindet sich die Aldeia Atara, südlich die Aldeia Amandato und südöstlich die Aldeia Builekun. Im Norden grenzt Belola an den Suco Leolima und im Nordwesten an den Suco Sanirin. Der Laecouken, ein Quellfluss des Nunura, speist sich in der Regenzeit aus den Bächen der Region und folgt dann einem Teil der Nordgrenze zu Leolima.
Durch den Südosten von Belola führt die Straße von Balibo nach Maliana. An ihr und einigen Seitenstraßen liegen von West nach Ost die Orte Fatunisin, Belola, Malibikan, Lasuleten und Fiuren. Im Norden reicht eine kleine Straße von Leolima nach Belola hinein. Hier befindet sich das Dorf Boro.

## Politik
2023 wurde Artur Gama zum Chefe de Aldeia gewählt.